# جيمس أمبروز كاتينغ
جيمس أمبروز كاتينغ (بالإنجليزية: James Ambrose Cutting) هو مخترِع ومصور أمريكي، ولد في 1814 في هافرهيل في الولايات المتحدة، وتوفي في 1867 في ورسستر في الولايات المتحدة.